# Фостонија
Фостонија је у грчкој митологији била нимфа Алкионида.

## Митологија
Била је једна од Алкионејевих кћерки и њено име је изведено од грчке речи phôster, што значи „светлост“. У другим изворима, њено име је Фтонија.

## Биологија
Латинско име нимфе Фтоније (Phthonia) је назив за изумрли род у оквиру групе шкољака.